# Sonuma
La SONUMA  (Société de numérisation et de commercialisation des archives audiovisuelles) est une institution d'archive créée en janvier 2009 à l'initiative de la Région wallonne, de la Communauté française de Belgique et de la RTBF,. Implantée à Liège, elle est chargée de préserver, de numériser, de valoriser et commercialiser les archives audiovisuelles de la RTBF.

## Historique et missions
Parce qu’elle ne pouvait assurer seule la pérennité de ses archives audiovisuelles, la RTBF souhaitait mettre en place une structure destinée à la préservation, numérisation et valorisation de son patrimoine. Grâce au soutien financier de la Région wallonne et de la Communauté française, ce projet est devenu réalité le 8 janvier 2009. 24 millions d’euros ont ainsi été engagés pour sauver les archives de la RTBF d’un avenir plus qu’incertain.
À la signature de cette convention, la SONUMA est devenue propriétaire de la totalité des archives audiovisuelles de la RTBF datant des débuts de l’INR le 18 juin 1930 jusqu’au 31 décembre 2007.
Parmi ses missions principales, la SONUMA : 
- procède aux inventaires complets des collections TV et radio, à l’indexation et au catalogage des émissions.
- prend en charge la restauration des supports et la numérisation des archives.
- préserve les archives numérisées sur serveurs et conserve aussi les supports originaux dans des conditions de stockage et de conservation professionnelles.
- prend en charge la valorisation des archives audiovisuelles, à savoir leur commercialisation et leur mise à disposition à destination :
  - du grand public.
  - des professionnels de l’audiovisuel.
  - de la communauté pédagogique, scientifique et culturelle.

Il est convenu que les archives audiovisuelles sont mises gratuitement à disposition de la RTBF qui peut les utiliser comme elle l’entend, dans le cadre de ses missions de service public.

## Organisation
La SONUMA est organisée autour de quatre pôles distincts :
- Éditorial
- Opérationnel et technique
- Commercial
- Informatique

## Éditorial
Depuis sa naissance, la SONUMA a entrepris plusieurs chantiers de front, notamment au niveau éditorial : 
- l’état des lieux complet de la collection radio et TV, ce qui implique la réalisation d’un inventaire aussi précis qu’exhaustif. Opération toujours en cours car on parle de plusieurs dizaines de milliers de titres et de supports…
- la création d’un dictionnaire des émissions : une liste complète et détaillée de tous les programmes réalisés par la RTBF depuis ses origines à nos jours. Ex : en TV, plus de 2 000 titres de collection ou de numéros uniques ont été répertoriés, décrits et validés.
- le rassemblement de tous les documents papiers (articles, livres, recueils, rapports annuels, communiqués de presse, mémoires…) susceptibles d’enrichir les bases de données et d’améliorer la description des programmes.
- la découverte de collections oubliées, non répertoriées dans les bases de données officielles.
- la collaboration avec les anciens de la RTBF qui les aident à déterminer des priorités en termes de numérisation et qui leur apportent quantité d’informations et de données à propos des programmes.

## Quelques chiffres
- 85 000 heures de programmes télévisés[1]
- 81 000 heures de programmes radio[1]